# Leipzigs spårvägar

Utbyggnad av spårvägsnätet. De olika företagen är färgkodade.

Leipzigs spårvägsnät 2021.

Leipzigs spårvägsnät är flera spårvägslinjer som tillsammans med Leipzigs S-bahn utgör ryggraden i Leipzigs kollektivtrafik.   
Den första linjen öppnade 1872 och var en hästspårväg som bedrevs av Leipziger Pferdeeisenbahn (LPE). År 1896 invigdes de två första spårvägslinjerna i staden med eldrivna spårvagnar via två olika bolag, Große Leipziger Straßenbahn (GLSt) samt Leipziger Elektrische Straßenbahn (LESt). År 1916 blev Große Leipziger Straßenbahn (GLSt) ett kommunalt bolag efter en sammanslagning med Leipziger Elektrische Straßenbahn (LESt). År 1938 bytte Große Leipziger Straßenbahn (GLSt) namn till Leipziger Verkehrsbetriebe (LVB), vilket de fortfarande heter  idag
Spårvägsnätet består av 13 linjer med en total längd på 148,3 km och 510 hållplatser vilket gör det till det tredje största spårvägsnätet i Tyskland efter Köln och Berlin. Spårvidden är 1,458 mm.